# 粟田諸姉
粟田 諸姉（あわた の もろね、生没年不詳）は、奈良時代の女性。藤原真従の妻で、没後に淳仁天皇の妃となった。位階は従五位下。

## 経歴
淳仁天皇の後宮における号名は不明。ただし、天皇の即位に際して従五位下に叙せられているため、位階から想定して、「嬪」（ひん、皇后・妃・夫人に次ぐ地位で四位・五位以上）であったのではないか、と坂元義種は述べている。
出自である粟田朝臣は『新撰姓氏録』によると、和珥氏系統の氏族であり、一族には大宝律令撰定・遣唐使で有名な粟田真人がいた。
「諸姉」という名前も、大宅氏・藤原氏に存在し、「橘諸兄」のように年長者としての尊敬を受けることを願ったものであり、当時としては珍しいものではなかった。
諸姉は、当初藤原仲麻呂の長男、藤原真従の妻になったが、『続日本紀』巻十七によると、749年（天平21年4月）に正六位下から従五位下に昇格したのち、真従の存在は記録から消滅してしまい、彼はこの直後に亡くなったものと思われる。しかし、諸姉は夫の死後も仲麻呂の邸宅である田村第にそのまま残った。彼女が粟田真人の縁者であり、藤原仲麻呂はその知名度・経済力を利用しようとした可能性が考えられる。
やがて、仲麻呂のすすめで、舎人親王の第七子である大炊王の妻となり、仲麻呂の婚姻政策に加担することになる。『続紀』巻第二十、二十一の語る、757年（天平勝宝9歳 4月）の道祖王の廃太子による大炊王の立太子の時に大炊王は田村第から迎えられており、王と仲麻呂の関係は深いものだった。
淳仁天皇は、仲麻呂夫妻を父母と慕い、仲麻呂の子を「はらから」と呼び、彼に「藤原恵美」の氏と「押勝」の名を与え、「尚舅」とも呼んだ。そのまま順調に行けば、諸姉が皇后になることが予想されていた。
一族の粟田奈勢麻呂（あわたのさせまろ）は『続紀』巻第二十によると、757年（天平勝宝9歳5月）には従五位上から正五位下になっているが、巻第二十四では、762年（天平宝字6年）に従四位下に昇進している。
粟田人成は『続紀』巻第二十三では、761年（天平宝字5年1月）に従下位下から従五位上に昇進し、同天平宝字5年10月に仁部大輔（民部大輔）に叙任されている。巻第二十四では、763年（天平宝字7年1月）には右中弁に任じられており、巻第二十五では764年（天平宝字8年）、相模守に任じられており、この時一族の従五位下の粟田黒麻呂も左京亮に任命されている。同年9月の藤原仲麻呂の乱に連座したためか、位階を剥奪されたようで、『続紀』巻第三十一によると、771年（宝亀2年11月）に無位から本位従五位下に復した、という。
『続紀』巻三十二によると、女官の粟田深身（あわた ふかみ）も772年に無位から本位従四位下に復位している。
これらは、諸姉の存在と関係があるのではないか、と坂元義種は述べている。
諸姉の存在そのものは、天平宝字2年以後、語られておらず、淳仁天皇の淡路配流後も、母親の当麻山背は同道しているが、諸姉の存在は記載されていない。

## 参考資料
- 『歴史と旅臨時増刊55　歴代皇后総覧』（秋田書店、1993年） p158 - p159、文：坂元義種
- 『日本の歴史3　奈良の都』、青木和夫：著、中央公論社、1965年
- 『続日本紀』3・4　新日本古典文学大系14・15　岩波書店、1992年、1995年
- 『続日本紀』全現代語訳（中）・（下）、講談社学術文庫、宇治谷孟：訳、1992年、1995年